# Heriok
Heriok é uma cidade e uma nagar panchayat no distrito de Thoubal, no estado indiano de Manipur.

## Demografia
Segundo o censo de 2001, Heriok tinha uma população de 2445 habitantes. Os indivíduos do sexo masculino constituem 49% da população e os do sexo feminino 51%. Heriok tem uma taxa de literacia de 56%, inferior à média nacional de 59.5%: a literacia no sexo masculino é de 68% e no sexo feminino é de 45%. Em Heriok, 15% da população está abaixo dos 6 anos de idade.